# Landtagswahlkreis Hechingen-Münsingen
Der Wahlkreis Hechingen-Münsingen (Wahlkreis 61) ist ein Landtagswahlkreis in Baden-Württemberg. Er umfasst die Gemeinden Bad Urach, Dettingen an der Erms, Engstingen, Eningen unter Achalm, Gomadingen, Grabenstetten, Grafenberg, Hayingen, Hohenstein, Hülben, Lichtenstein, Mehrstetten, Metzingen, Münsingen seit 1. Januar 2011 ohne gemeindefreien Gutsbezirk, Pfronstetten, Riederich, Römerstein, St. Johann, Sonnenbühl, Trochtelfingen und Zwiefalten aus dem Landkreis Reutlingen sowie Burladingen, Hechingen und Jungingen aus dem Zollernalbkreis.
Die Grenzen der Landtagswahlkreise wurden nach der Kreisgebietsreform von 1973 zur Landtagswahl 1976 grundlegend neu zugeschnitten und seitdem nur punktuell geändert. In einer ersten Änderung zur Landtagswahl 1992 infolge ungleichmäßiger Bevölkerungsentwicklung in der Region Neckar-Alb kam gegenüber der ursprünglichen Einteilung die Gemeinde Sonnenbühl aus dem Wahlkreis Reutlingen zum Wahlkreis Hechingen-Münsingen hinzu. Zur  Landtagswahl 2011 wurden erneut Umgruppierungen vorgenommen. Die Gemeinden Bisingen, Grosselfingen und Rangendingen wurden an den Wahlkreis Balingen angegliedert, dafür kamen aus dem Wahlkreis Reutlingen Eningen unter Achalm und Lichtenstein hinzu. Aufgrund seiner langgestreckten und gebogenen Form wird der Wahlkreis 61 im Volksmund auch als Bananenwahlkreis bezeichnet.

## Wahl 2021
Die Landtagswahl 2021 hatte folgendes Ergebnis:
| Direktkandidat    | Partei       | Stimmen in % | Landtagswahl 2016 Stimmen in % |
| ----------------- | ------------ | ------------ | ------------------------------ |
| Cindy Holmberg    | Grüne        | 31,6         | 27,8                           |
| Manuel Hailfinger | CDU          | 25,0         | 28,5                           |
| Joachim Steyer    | AfD          | 12,2         | 16,1                           |
| Klaus Käppeler    | SPD          | 8,9          | 11,2                           |
| Rudi Fischer      | FDP          | 12,6         | 11,4                           |
| Petra Braun-Seitz | DIE LINKE    | 2,6          | 2,2                            |
| Markus Heim       | ödp          | 0,6          | 0,8                            |
| Georg Voss        | Freie Wähler | 2,9          | –                              |
| Michael Dümmel    | Bündnis C    | 0,7          | –                              |
| Roland Heinzmann  | dieBasis     | 1,2          | –                              |
| Barbara Wolff     | KlimalisteBW | 0,7          | –                              |
| Daniel Jones      | WiR2020      | 0,6          | –                              |
| David Meckler     | Volt         | 0,4          | –                              |
| –                 | Sonstige     | –            | 2,0                            |

## Wahl 2016
Die Landtagswahl 2016 hatte folgendes Ergebnis:
| Direktkandidat     | Partei | Stimmen in % | Landtagswahl 2011 Stimmen in % |
| ------------------ | ------ | ------------ | ------------------------------ |
| Karl-Wilhelm Röhm  | CDU    | 28,5         | 44,5                           |
| Kerstin Lamparter  | GRÜNE  | 27,8         | 18,9                           |
| Hans Peter Stauch  | AfD    | 16,1         | –                              |
| Andreas Glück      | FDP    | 11,4         | 7,4                            |
| Klaus Käppeler     | SPD    | 11,2         | 21,3                           |
| Günter Herbig      | LINKE  | 2,2          | 2,8                            |
| Thomas Eric Scharf | ALFA   | 1,1          | –                              |
| Matthias Dietrich  | ödp    | 0,8          | 0,8                            |
| Edda Schmidt       | NPD    | 0,5          | 1,1                            |
| Paul Theurer       | REP    | 0,4          | 1,2                            |

## Wahl 2011
Die Landtagswahl 2011 hatte folgendes Ergebnis:
| Direktkandidat     | Partei   | Stimmen in % | Landtagswahl 2006 Stimmen in % |
| ------------------ | -------- | ------------ | ------------------------------ |
| Karl-Wilhelm Röhm  | CDU      | 44,5         | 47,9                           |
| Klaus Käppeler     | SPD      | 21,3         | 21,9                           |
| Dominic Esche      | GRÜNE    | 18,9         | 11,6                           |
| Andreas Glück      | FDP      | 07,4         | 11,0                           |
| Eberhard Jaensch   | LINKE    | 02,8         | WASG: 2,5                      |
| Jasenka Wrede      | PIRATEN  | 02,0         | –                              |
| Herbert Sauter     | REP      | 01,2         | 02,9                           |
| Edda Schmidt       | NPD      | 01,1         | 01,1                           |
| Hartmut Hollenberg | ödp      | 00,8         | 00,3                           |
| –                  | Sonstige | –            | 00,7                           |

## Wahl 2006
Die Landtagswahl 2006 hatte folgendes Ergebnis:
| Direktkandidat    | Partei | Stimmen in % | Landtagswahl 2001 Stimmen in % |
| ----------------- | ------ | ------------ | ------------------------------ |
| Karl-Wilhelm Röhm | CDU    | 48,1         | 45,9                           |
| Klaus Käppeler    | SPD    | 21,7         | 27,1                           |
| Friedemann Salzer | Grüne  | 11,3         | 06,4                           |
| Otto Jetter       | FDP    | 10,9         | 14,8                           |
| Herbert Sauter    | REP    | 03,1         | 05,0                           |
| Johann Eller      | WASG   | 02,6         | –                              |
| Edda Schmidt      | NPD    | 01,2         | 00,4                           |
| Walter Schäuffele | PBC    | 00,7         | –                              |
| Norbert Riedel    | ödp    | 00,4         | 00,5                           |

## Abgeordnete seit 1976
Bei den Landtagswahlen in Baden-Württemberg hat jeder Wähler nur eine Stimme, mit der sowohl der Direktkandidat als auch die Gesamtzahl der Sitze einer Partei im Landtag ermittelt werden. Dabei gibt es keine Landes- oder Bezirkslisten, stattdessen werden zur Herstellung des Verhältnisausgleichs unterlegenen Wahlkreisbewerbern Zweitmandate zugeteilt.
Den Wahlkreis Hechingen-Münsingen vertraten seit 1976 folgende Abgeordnete im Landtag:
| Partei | Art des Mandats | Gewählte |
| ------ | --------------- | --- |
| CDU    | Erstmandat      | Theo Götz 1976, 1980, 1984 Paul-Stefan Mauz 1988, 1992, 1996 Karl-Wilhelm Röhm 2001, 2006, 2011, 2016 |
| CDU    | Zweitmandat     | Manuel Hailfinger 2021 |
| Grüne  | Erstmandat      | Cindy Holmberg 2021 |
| SPD    | Zweitmandat     | Walter Mogg 1984, 1988, 1992 Klaus Käppeler 2001, 2011 |
| FDP    | Zweitmandat     | Horst Glück 1996, 2001, verstorben am 15. August 2004 Renate Götting nachgerückt am 6. September 2004 Andreas Glück 2011, 2016, Mandat niedergelegt zum 10. Juli 2019 Rudi Fischer nachgerückt am 11. Juli 2019, 2021 |
| REP    | Zweitmandat     | Rolf Wilhelm 1992, 1996 |
| AfD    | Zweitmandat     | Hans Peter Stauch 2016 Joachim Steyer 2021 |